# (2232) Altaj
Altaj és l'asteroide número 2.232 de la sèrie. Va ser descobert per l'astrònoma Bel·la Burnaixeva des de l'observatori de Nauchnyj, el 15 de setembre de 1969. La seva designació alternativa és 1969 RD₂.